# Museu Nacional del Camperol Romanès
El Museu Nacional del Camperol Romanès (en romanès: Muzeul Național al Țăranului Român) és un museu de Bucarest, Romania, amb una col·lecció de tèxtils (especialment vestits tradicionals), icones, ceràmica i altres objectes representatius de la vida camperola romanesa. Es tracta d'un dels principals museus d'art i tradicions populars d'Europa i va ser designat "Museu Europeu de l'Any" l'any 1996.

## Descripció
El museu està ubicat a Șoseaua Kiseleff, prop de Piața Victoriei, i es troba sota el patrocini del Ministeri de Cultura de Romania. La seva col·lecció inclou més de 100.000 objectes.
Fundat el 1906 per Alexandru Tzigara-Samurcaș i gestionat originalment per aquest museu, el museu es va reobrir el 5 de febrer de 1990, només sis setmanes després de la caiguda i l'execució de Nicolae Ceaușescu. Durant l'era comunista, l'edifici va albergar un museu que representava el partit comunista del país; el soterrani del museu encara conté una sala dedicada a una exhibició irònica d'alguns artefactes d'aquest museu anterior. L'edifici, que utilitza elements arquitectònics tradicionals romanesos, va ser construït a l'antic emplaçament de l'Estat Casa de Moneda (monetària Statului). Destinat inicialment com a museu d’art romanès, va ser dissenyat per Nicolae Ghica-Budești i construït entre 1912 i 1941. L'edifici està catalogat com a monument històric pel Ministeri de Cultura i Identitat Nacional de Romania.
El museu va ser devastat durant el Mineriad de juny de 1990, a causa de ser confós amb la seu del Partit Camperol Nacional.
Una de les mostres més famoses del museu —originalment obra de Tzigara-Samurcaș— és "la casa de la casa". La casa, que originalment pertanyia al camperol Antonie Mogos del poble de Ceauru, al comtat de Gorj. Des del primer, la casa es mostrava de manera no naturalista: els objectes que normalment hi hauria a l'interior es mostraven de diverses maneres a l'exterior; les dependències van ser suggerides per fragments. El règim comunista mostrava la casa de manera molt més convencional, a l'aire lliure, al Museu Satului de Bucarest; va tornar al Museu del Camperol el 2002. L'exposició actual al Museu del Camperol fa reviure l'enfocament no naturalista original. Per exemple, des d'una plataforma, els visitants del museu poden mirar a les golfes, una part de la paret de la qual està despullada; a l'interior es disposen diversos objectes.
El 2002, l'espai d'exposició del museu es va ampliar considerablement a mesura que la botiga i les oficines del museu es van traslladar a un nou edifici darrere de l'antic, alliberant-ne una quantitat considerable de superfície al museu pròpiament dit.

## Galeria

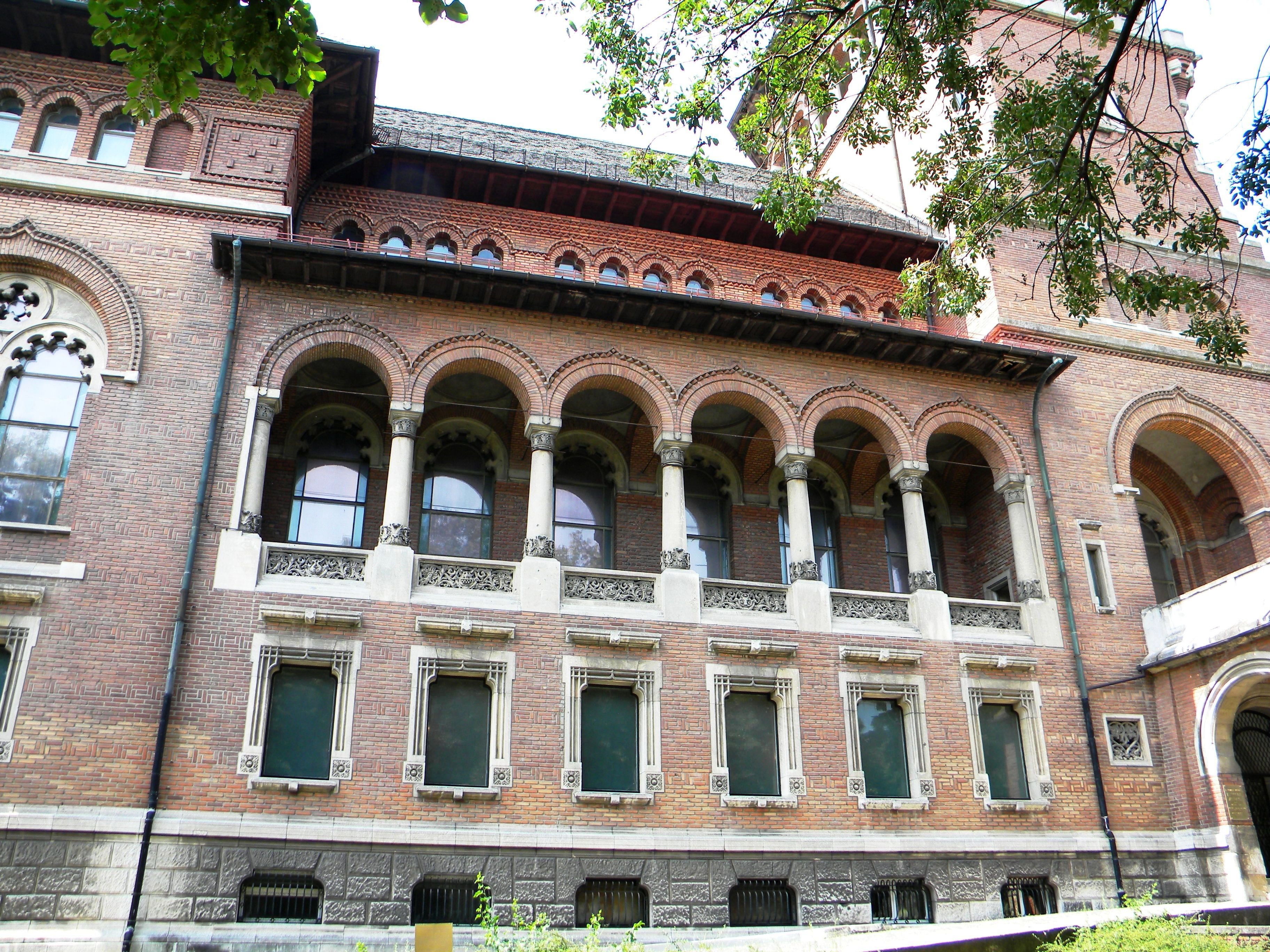
El museu té un estil neo-romanès
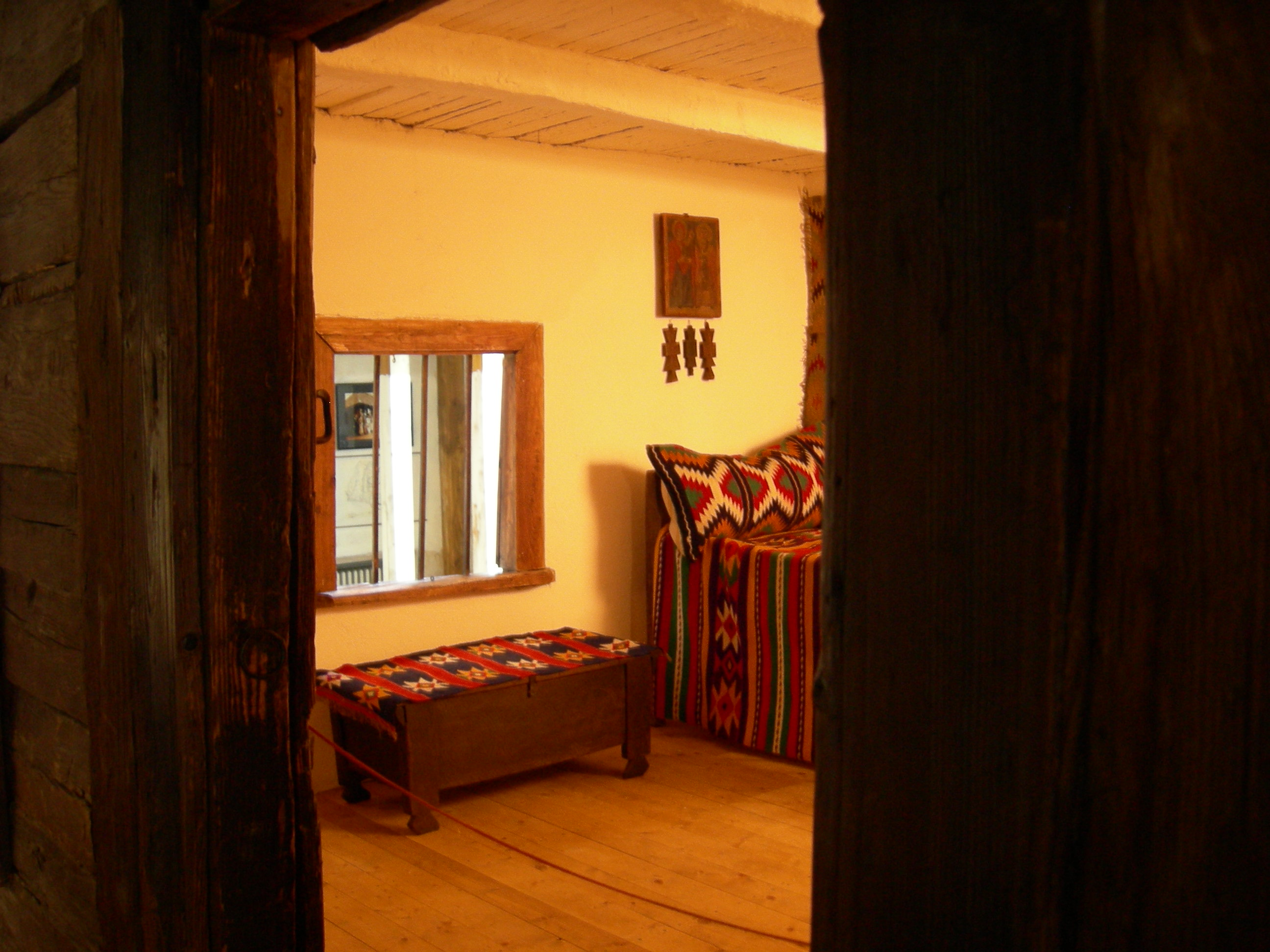
"La casa de la casa"
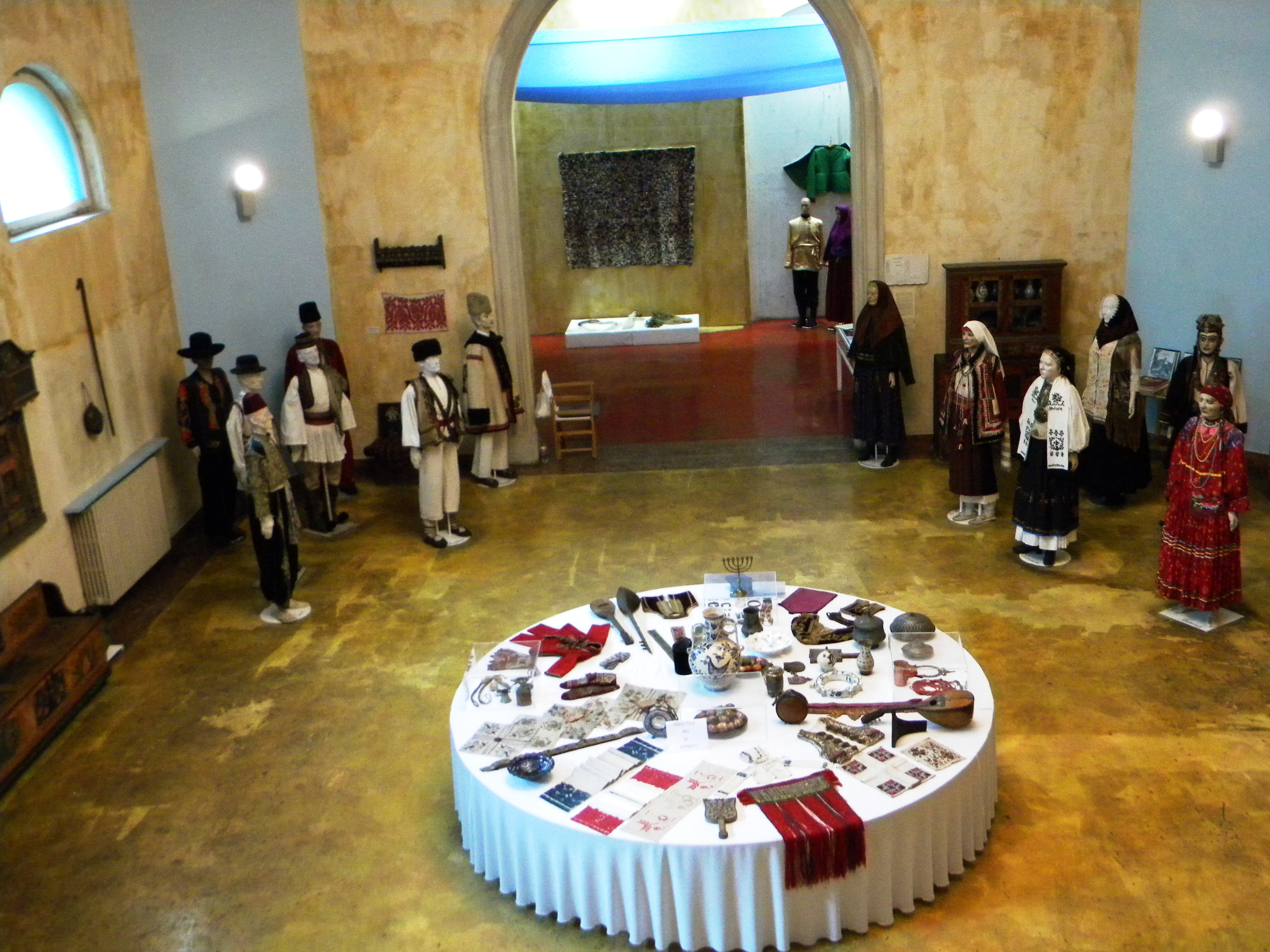
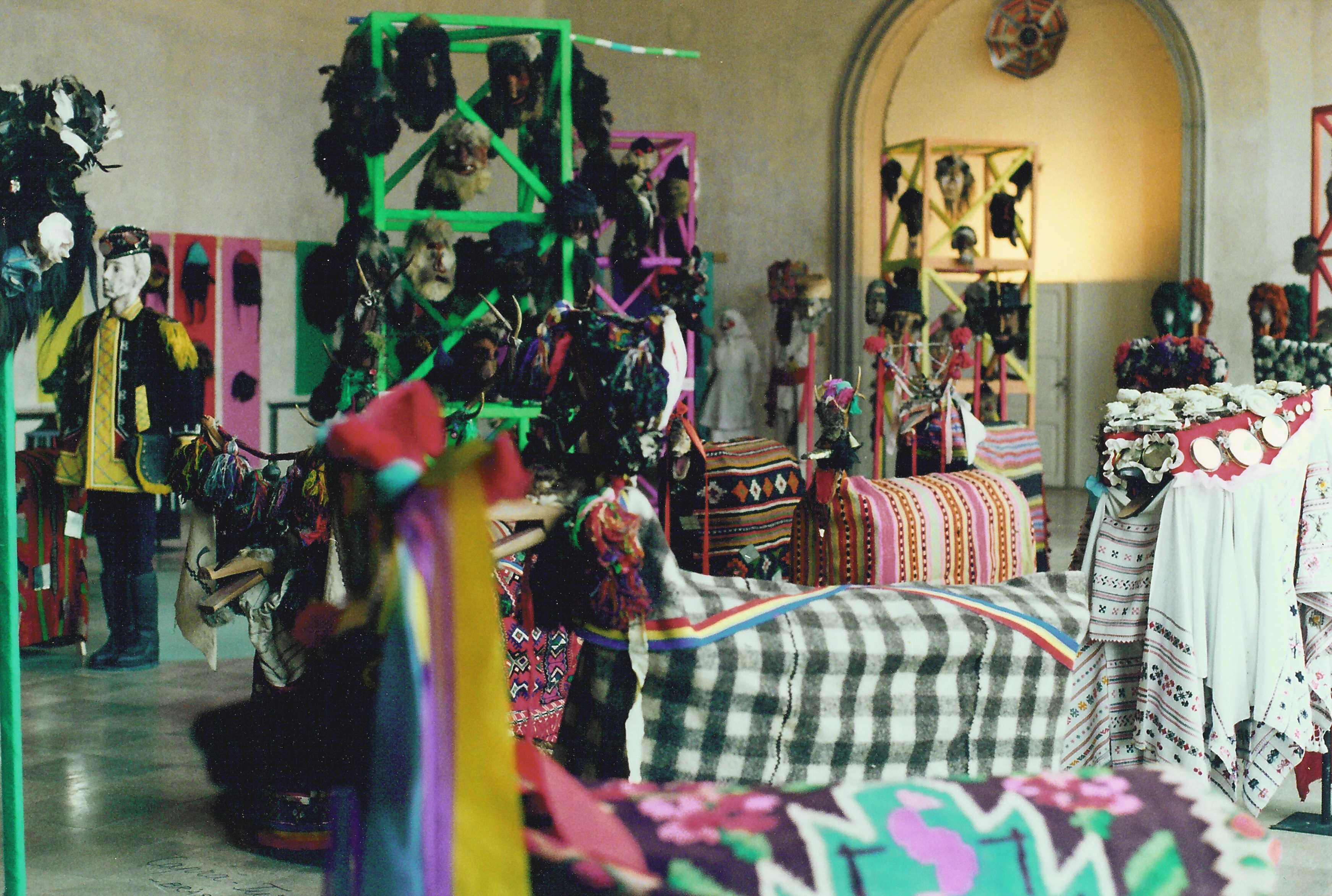
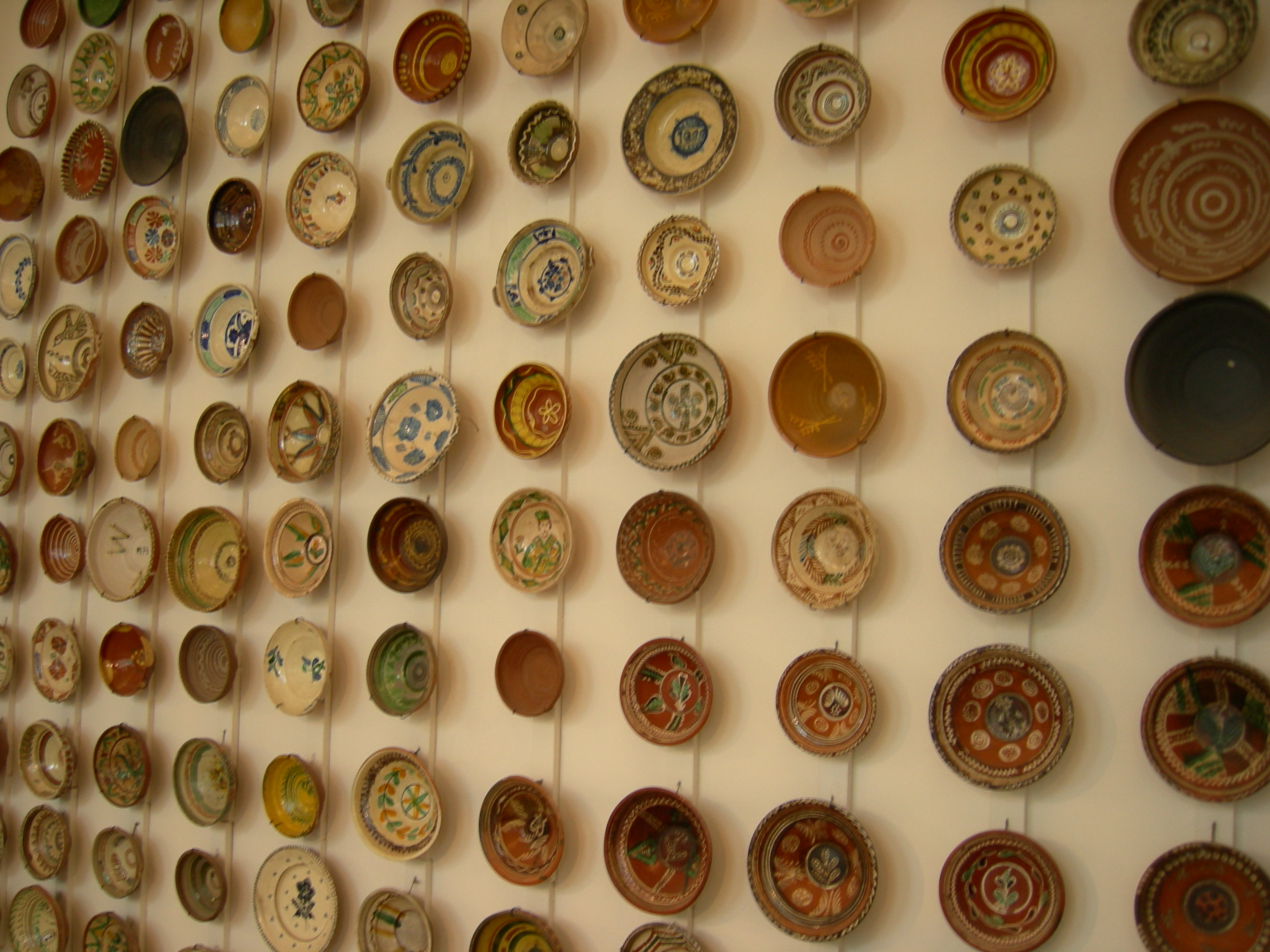
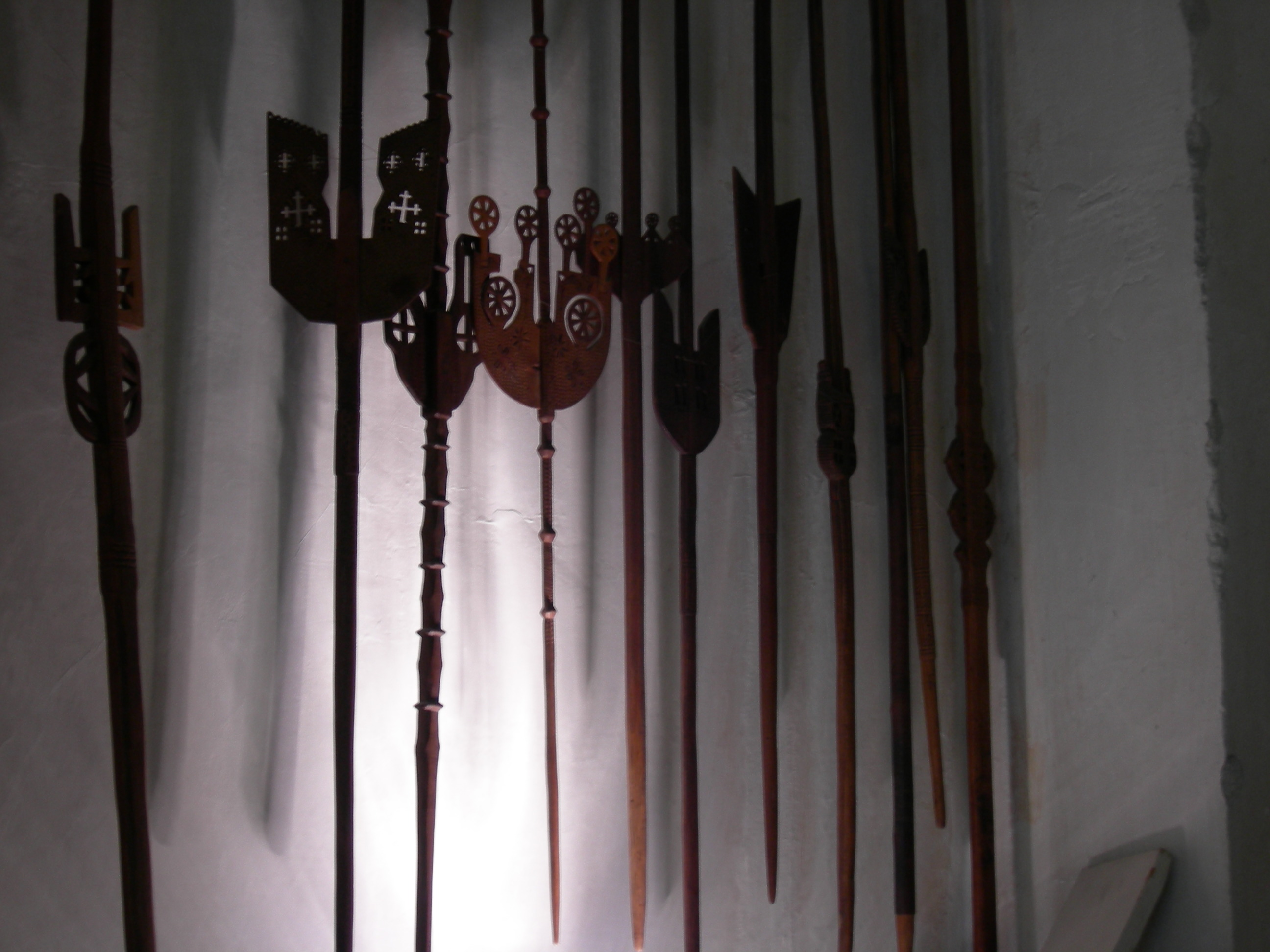
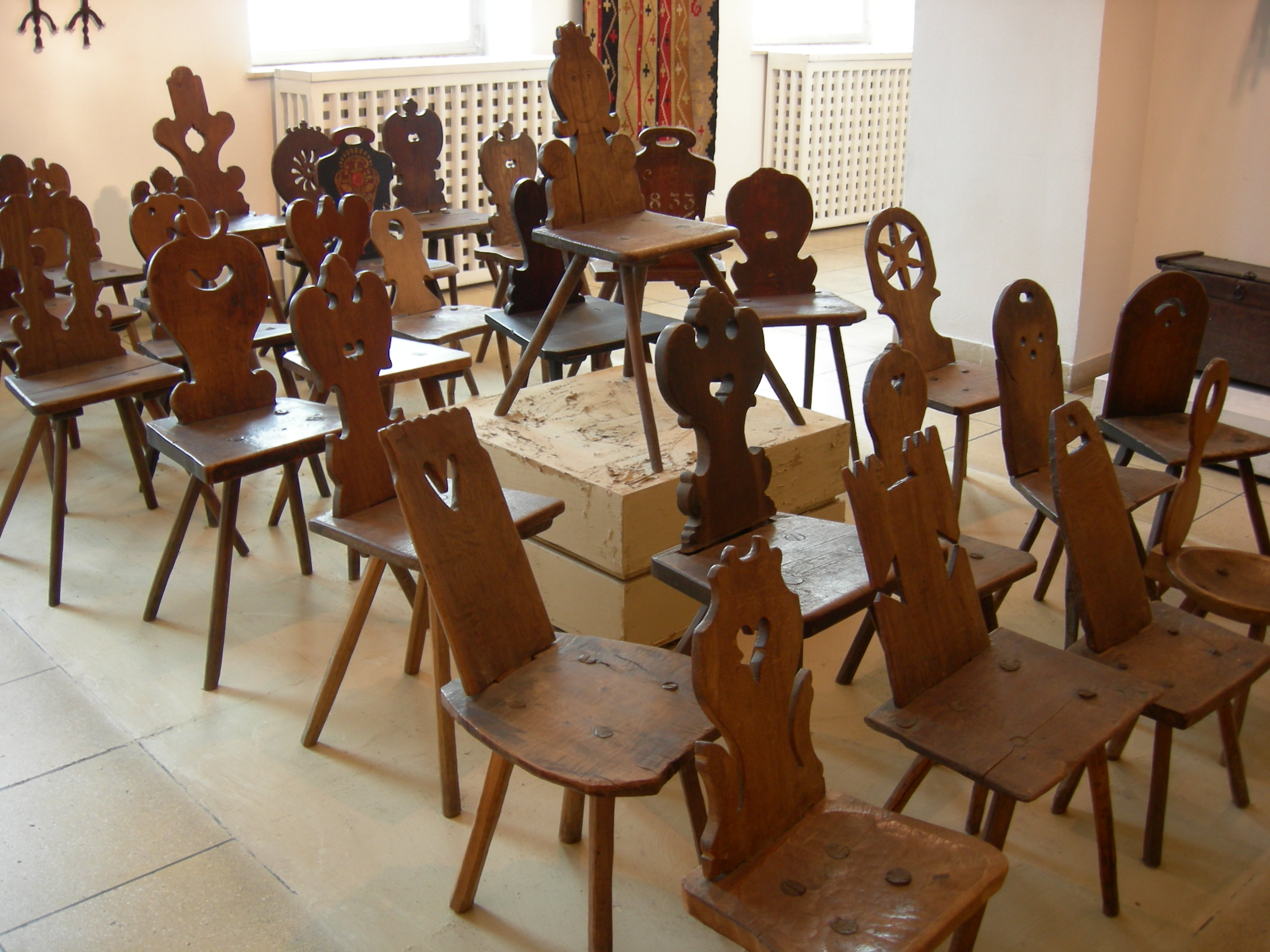
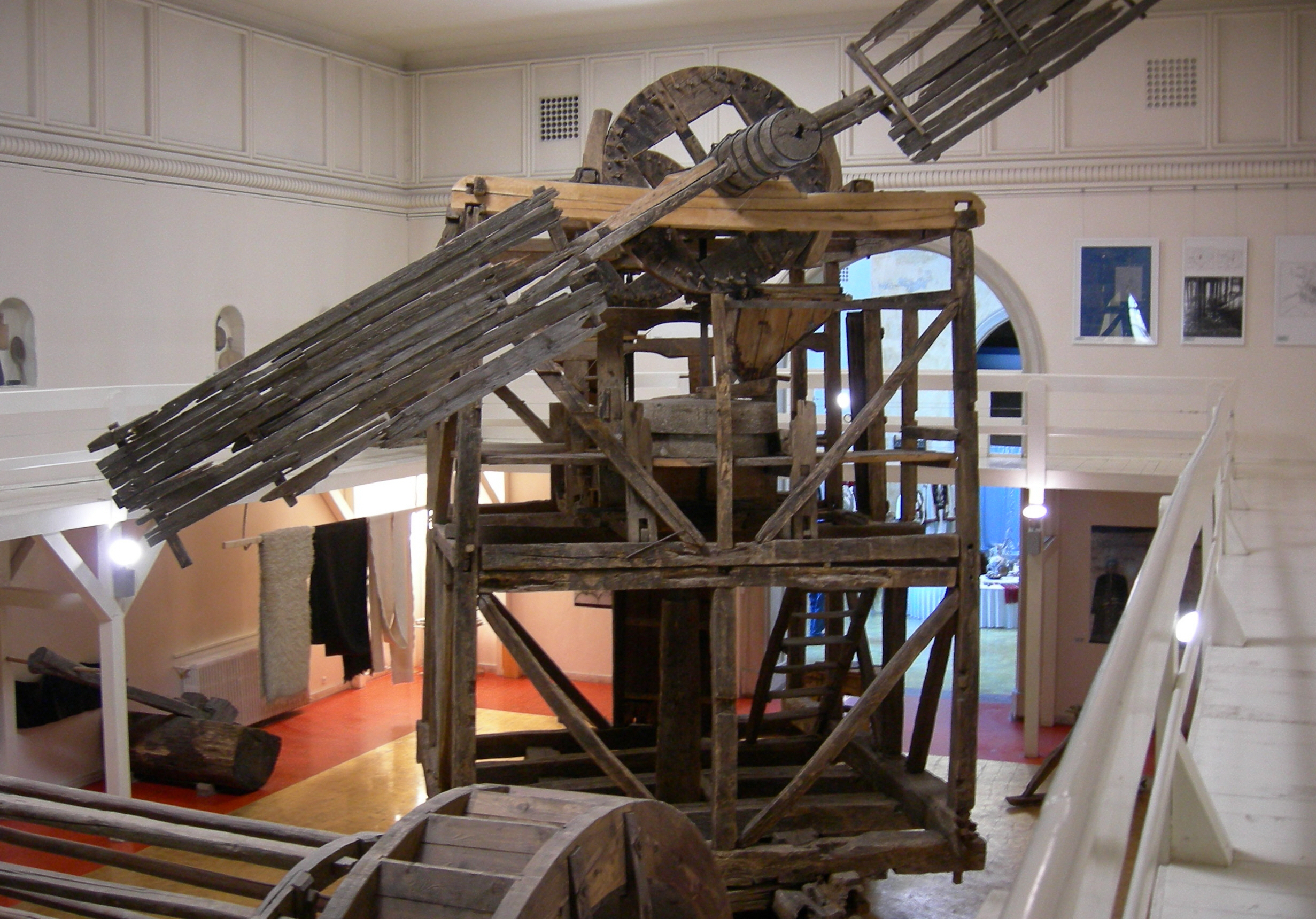
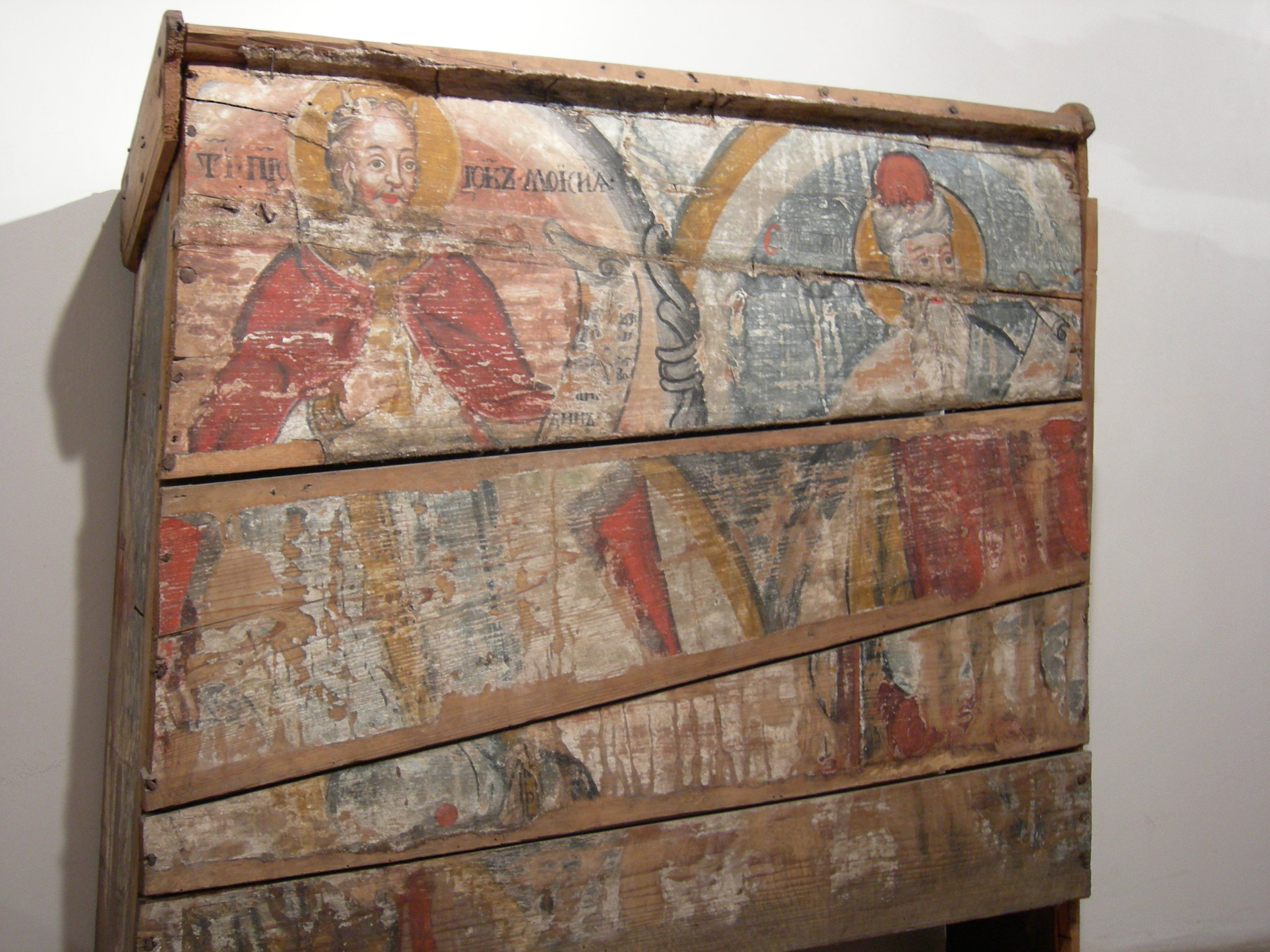
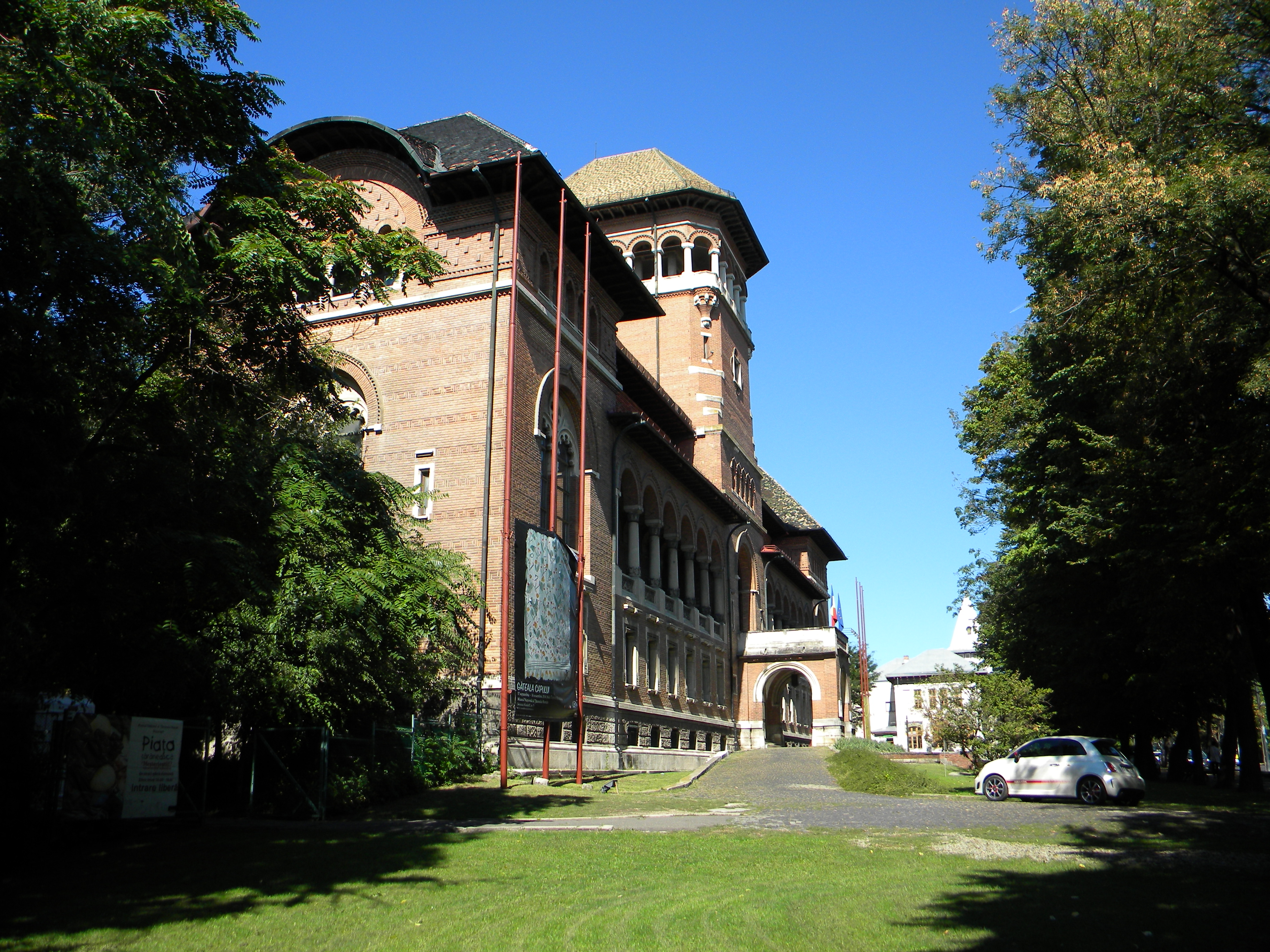